# Bebop
Bebop (również rebop, lub po prostu bop) – styl jazzowy z początków lat 40. XX wieku. Powstał na wschodnim wybrzeżu USA. Główni twórcy: Charlie Parker (ps. Bird), Dizzy Gillespie, Thelonious Monk, Fats Navarro, Bud Powell. W porównaniu z wcześniejszymi stylami muzyki jazzowej, np. swingiem, charakteryzował się dużą swobodą interpretacyjną, improwizacją, bogatą rytmiką, skokowo rozwijaną melodią i przyspieszeniem frazy. Dał początek jazzowi nowoczesnemu.

## Początki
Początki bebopu wiążą się z barem Minton’s Playhouse w Harlemie. Henry Minton, jego właściciel, popadł w kłopoty finansowe i w październiku 1940 roku musiał powierzyć go jazzmanowi Teddy’emu Hillowi. Niedługo potem Hill stworzył zespół jazzowy, w skład którego weszli: Kenny Clarke (bębny), Thelonious Monk (fortepian), Nick Fenton (kontrabas) i Joe Guy (trąbka). Później dołączył do nich Dizzy Gillespie grający na trąbce.
Fani jazzu szybko dostrzegli grupę Hilla. Bar zdobywał coraz większą popularność, m.in. dzięki pojedynkom muzycznym, które się w nim odbywały. Wkrótce bebop zaczęto grać również w wielu innych miejscach Nowego Jorku, skąd rozprzestrzenił się na cały świat.